# 青柳力
青柳 力（あおやぎ りき、1976年6月28日 - ）は宮城県大崎市古川出身の日本のスポーツトレーナー、柔道整復師。株式会社あおやぎ創業者。「あおやぎ接骨院グループ」総院長。「フィットネススタジオSPORT+」代表取締役社長。「トレーナー活動日本一」を目標に活動している接骨院グループでスポーツ選手のコンディショニングケアに定評がある。また、同門であるBellatorMMA所属の総合格闘家ISAO選手のスポンサー及び、「ISAO後援会」事務局代表も務めている。「SPORT+」スタッフには元バレーボール全日本の高橋めぐみらがいる。

## 概要
- 1976年6月28日、宮城県大崎市古川に生まれる。大崎市立古川第一小学校、大崎市立古川中学校、宮城県古川高等学校を経て、東北柔専（仙台接骨医療専門学校）を卒業[1]。幼少より柔道を習い小中高と同門のBellatorMMA所属の総合格闘家ISAO選手の父である小林信之師範[2]の指導を受ける。中学高校時代は同校柔道部の主将でキャプテンを務める。柔道整復師とスポーツトレーナーになるために東北柔専に進学し、在学中は同校の理事長であった島谷順子の指導を直接受け学科実技ともに優秀な成績で卒業する。日頃の真面目な学校生活の態度と柔道の技術と指導力が認められ、島谷順子の指名で柔道の後進国であるフィンランド柔道のナショナルチームのコーチとして技術指導と柔道の普及のために派遣される。一年間の海外指導の後、日本に帰国し島谷の紹介で東京都にある1971年のルートヴィヒスハーフェン世界柔道選手権優勝の津沢寿志が経営する接骨院に勤務し下積生活を送り津沢が監督を務めていた中央大学柔道部や近隣にあった亜細亜大学柔道部の学生などのケアを担当した。東京理科大学柔道部の監督にも就任し理系大学柔道大会で同部を全国優勝に導くなど指導力を発揮した。その後、リハビリやコンディショニングケアに重点を置いていた医療法人に勤務し、勤務の傍ら、オリンピック日本代表選手、その他のプロスポーツ選手や格闘家などのコンディショニングケアを多数行いスポーツトレーナーとしての技術を磨いた。2004年に宮城県で、株式会社あおやぎ設立、同接骨院を開業した。接骨院を経営しながらトレーナー活動も頻繁に行い当初から「トレーナー活動日本一」を目指して多数のスポーツ選手のコンディショニングケアを行っている。2014年にはスキークロス日本代表の瀧澤宏臣選手との専属トレーナー契約、フランスワールドカップ日本選手団にも帯同した。2015年からはスポーツジムの経営にも事業を拡大し「フィトネススタジオSPORT＋」を現在3店舗運営している。2019年には今までのトレーナー活動の実績と経験が評価されラグビーワールドカップ日本大会で日本代表チームと対戦する強豪サモア代表チームから専属契約を依頼され同チームのコンディショニングケアとトレーニングなどの指導を行った。また、スケルトン日本代表の高橋弘篤選手とも専属コンディショニング契約を結びスポーツジム利用やスポンサー活動での後援を後押ししている。2023年からは医療法人関井レディースクリニックともコラボレーション。宮城県において接骨院を7店舗、スポーツジムを4店舗経営し、各種講演やセミナーなどの社会活動、企業経営のアドバイスなどにも力を入れている。

## 経歴
- 1995年 宮城県古川高等学校卒業。
- 1998年 東北柔専（仙台接骨医療専門学校）卒業。
- 1998年 3月〜1999年4月 フィンランド柔道チームのナショナルコーチ就任。
- 2002年 女子ラグビー日本代表チームに帯同。
- 2004年 医療法人に勤務、オリンピック日本代表選手、その他のプロスポーツ選手、格闘家などのトレーナー活動。
- 2004年 株式会社あおやぎ設立、あおやぎ接骨院開院
- 2010年 全日本トライアスロン 帯同
- 2011年 宮城県古川工業高等学校硬式野球部の全国高校野球選手権大会(甲子園)出場に帯同。
- 2012年 箱根駅伝(東京農業大学陸上部)に 帯同。
- 2013年 あおやぎ接骨院 駅南院 開院
- 2014年 スキークロス日本代表 瀧澤宏臣選手専属トレーナー。 フランスワールドカップスキークロス日本選手団帯同
- 2014年 フィットネススタジオ SPORTS+ 開設。
- 2014年 ボルダリング宮城県チーム専属トレーナー、夏冬国体帯同。
- 2016年 山形スポーツ接骨院/フィトネススタジオアクティブルーム開設。
- 2017年 ボルダリング日本代表、三浦絵里奈選手専属トレーナー、W杯帯同。
- 2018年 あおやぎ接骨院加美院、開院。
- 2019年 あおやぎ接骨院北町院、開院。
- 2019年 SPORTS+2、開設。
- 2019年 ラグビーワールドカップ日本大会、サモア代表専属トレーナー契約、コンディショニングケア担当。
- 2019年 スケルトン日本代表高橋弘篤選手コンディショニングケア契約
- 2021年 あおやぎ接骨院美里、AYGストレッチ整体院、開院。
- 2022年 あおやぎ接骨院岩出山、AYGストレッチ整体院、開院。
- 2023年 あおやぎ接骨院駅南、AYGストレッチ整体院、SPORTS+1、サウナ+、移転開院。
- 2023年 古川ロータリークラブ幹事に就任。
- 2023年 関井レディースクリニックとのコラボレーション。
- 2025年 あおやぎ接骨院鹿島台、AYGストレッチ整体院、SPORT+5、開院。